# Steinbachquelle
Koordinaten: 47° 48′ 47,8″ N, 14° 46′ 1,6″ O
Die Steinbachquelle ist eine Karstquelle bei Hollenstein an der Ybbs in den Nördlichen Kalkalpen in Niederösterreich.

## Beschreibung

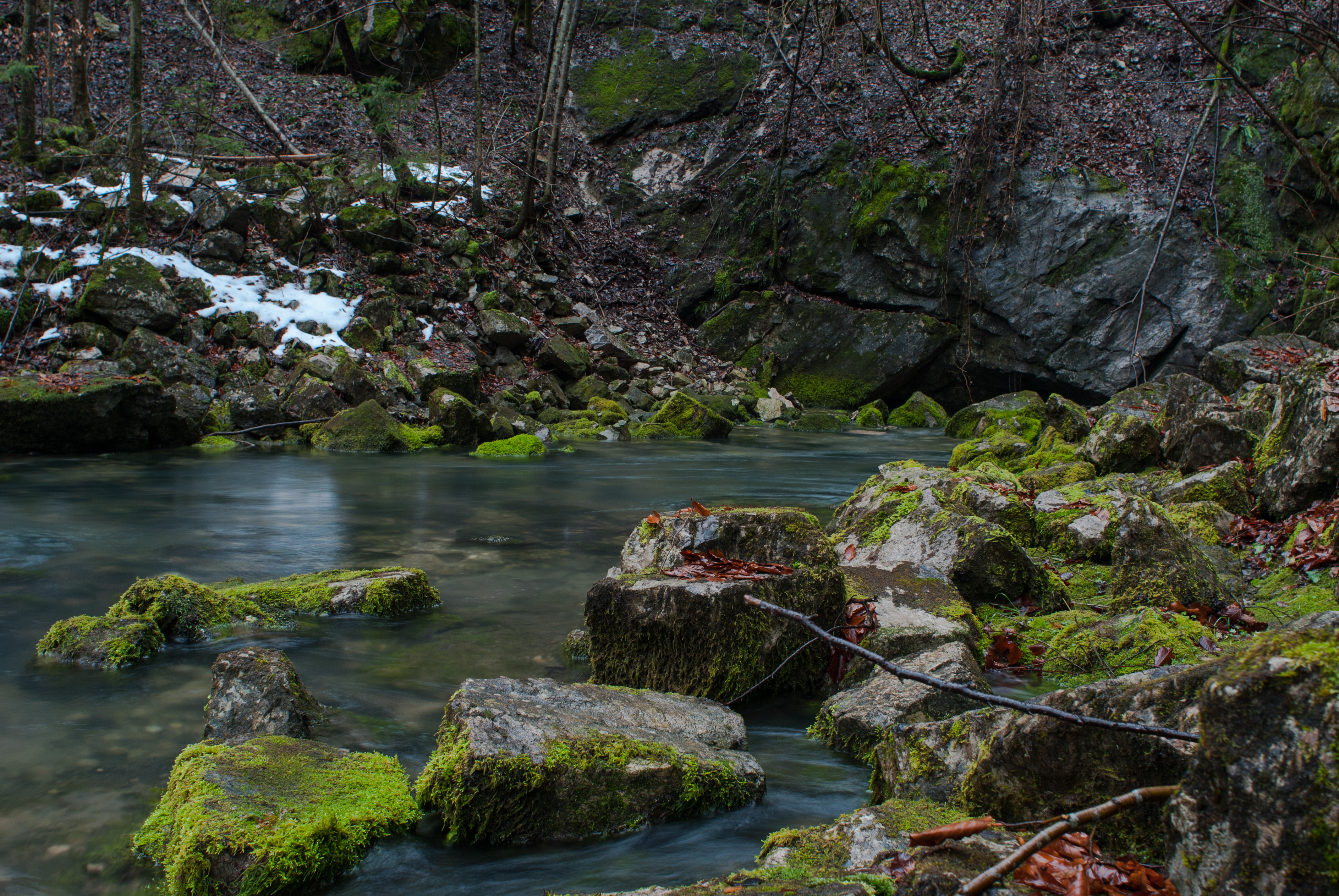
Steinbachquelle bei schwacher Schüttung

Die Steinbachquelle liegt nördlich von Hollenstein im Wald auf etwa 500 m ü. A. auf der rechten Talseite der Ybbs. Das Quellwasser der Karstquelle entspringt einem kleinen Höhlenportal im Felsen des Hauptdolomits. Ihre Schüttung schwankt sehr stark von etwa 25 Liter pro Sekunde bis über 10.000 l/s und reagiert unmittelbar auf Niederschlagsereignisse und die Schneeschmelze. Das Einzugsgebiet der Steinbachquelle ist der angrenzende, 1405 m ü. A. hohe Oisberg. Der abfließende Bach mündet nach etwa 150 m von rechts in die Ybbs. Die Karstquelle ist der Ausgang der Steinbachquellhöhle. Bei einem Tauchgang in dieser Wasserhöhle kamen am 15. April 1984 zwei Menschen ums Leben.

## Daten
Seit 1999 befindet sich an der Steinbachquelle eine Messstelle des Hydrographischen Dienstes Niederösterreich. 
Die mittlere Quellschüttung beträgt 451 l/s (Reihe 1999–2011), das Minimum 23 l/s (gemessen am 5. Dezember 2011), das Maximum 14.573 l/s (24. Juni 2009). Die Wassertemperatur schwankt zwischen 6,2 und 7,8 °C bei einem Mittelwert von 7,4 °C, die Leitfähigkeit zwischen 184 und 314 μS/cm bei einem Mittelwert von 279 μS/cm.